# Pyramica semicompta
Pyramica semicompta är en myrart som först beskrevs av Brown 1959.  Pyramica semicompta ingår i släktet Pyramica och familjen myror. Inga underarter finns listade i Catalogue of Life.